# Perro de Urco
Un perro del Urco (en gallego: can do Urco) o Huerco es un animal propio de las mitologías gallega y asturiana que adopta la forma de un perro enorme, de color negro, con grandes cuernos y orejas, y que sale del mar arrastrando cadenas. Su presencia se considera de mal augurio, muchas veces anuncio de una muerte próxima.
Tiene gran similitud con los espíritus o demonios acuáticos británicos como el kelpie que según los cuentos atraían a los incautos para luego ahogarlos, o que al ser vistos se tomaban como malos augurios.
En Galicia el animal recibe los nombres de Urco, can do Urco y Can do Mar, mientras que en Asturias se denomina Güercu.